# روجر ستيوارت
روجر ستيوارت (بالإنجليزية: Roger Stewart)‏ هو سياسي أمريكي، ولد في 4 أكتوبر 1931 بميلواكي في الولايات المتحدة. حزبياً، نشط في Iowa Democratic Party ‏ والحزب الديمقراطي. وقد انتخب عضو مجلس ولاية آيوا.